# Жерлаш (проток)
Протока Жерлаш (на френски: Détroit Gerlache); на английски: Gerlache Strait) е разположен между южната част на архипелага Палмър (островите Анверс, Брабант, Лиеж и др.) на северозапад и Бреговете Греъм и Данко на Земя Греъм (част от Антарктическия полуостров) на югоизток, в североизточната част на море Белингсхаузен, част от Тихоокеанския сектор на Южния океан. Простира се на около 150 km между 64°10’ и 65° ю.ш. от нос на Чарлз североизток до нос Ренар на югозапад. Континенталните му брегове са силно разчленени от множество дълбоко вдаващи се в сушата заливи (най-голям Хюз), дълги и тесни полуострови между тях и множество малки острови (Винке, Ван Вик, Бруклин и др.) в него.
Протокът е открит, изследван и бреговете му са топографски заснети от белгийската антарктическа експедиция (1897 – 99), възглавявана от Адриан Жерлаш дьо Гомери, като по-късно протокът е наименуван в негова чест.